# 러셀 슬레이드
러셀 마크 슬레이드 (Russell Mark Slade, 1960년 10월 10일 ~ )는 잉글랜드의 축구 감독이다. 그는 축구 선수 출신이 아니며, 체육교사로 재직 중 노츠 카운티의 수석코치를 맡게 되면서 커리어가 시작되었다. 요빌 타운, 레이턴 오리엔트 등에서 뛰어난 성적을 거두며 당시 풋볼 리그 1 최고의 감독으로 불렸다.